# Janine Ponty
Janine Ponty (ur. 23 lipca 1930 w Paryżu, zm. 9 lutego 2017 tamże) – francuska historyk specjalizująca się w polskiej emigracji do Francji, pionierka badań w tym zakresie.

## Życiorys
Emerytowana profesor uniwersytecka zawodowo związana z Université Panthéon-Sorbonne, studia ukończyła broniąc pracy przygotowanej pod kierunkiem Pierre Labrousse pod tytułem "La France devant l’affaire Dreyfus. Contribution à une étude d’opinion publique, 1898-1899". Stopień doktora otrzymała na podstawie pracy "Polonais méconnus. Histoire des travailleurs immigrés en France dans l’entre-deux-guerres", jej promotorem był Jean-Baptiste Duroselle. Przygotowując pracę Janine Ponty badała historię Polaków, którzy przybyli do Francji w dwudziestoleciu międzywojennym w celu zarobkowym. Przyczyniła się do powstania historii emigracji we Francji, poprzez swoje prace, a także osobisty wkład w powstanie Narodowego Muzeum Historii Emigracji w Paryżu, była tam członkiem rady naukowej oraz kuratorką pierwszej wystawy "Polonia, des Polonais en France de 1830 à nos jours". Znaczną część swoich badań poświęciła polskiej emigracji do Francji na przestrzeni wieków. 
Janine Ponty była adiunktem l’Université de Paris 1, a następnie kierownikiem Katedry Historii na l’Université de Franche-Comté, członkiem Narodowego Centrum Uniwersyteckiego, członkiem rady naukowej Cité historii światowej emigracji (CNHI), członkiem rady naukowej Centre historique minier de Lewarde oraz Biura Francuskiego Towarzystwa Studiów Polskich w Paryżu.
Utrzymywała dobre i przyjazne relacje z wieloma Polakami we Francji i w Polsce, w tym z Bronisławem Geremkiem.

## Książki
- La presse quotidienne et l'affaire Dreyfus en 1898-1899, essai de typologie, Paris, P.U.F, 1974.
- Polonais méconnus. Histoire des travailleurs immigrés en France dans l’entre-deux-guerres, Publications de la Sorbonne, 1988 (et rééditions).
- Les Polonais du Nord ou la mémoire des corons, Paris, éd. Autrement, 1995 (et rééditions).
- L’immigration dans les textes, France 1789-2002 (anthologie de 200 documents commentés), Paris, éd. Belin, 2004.
- Le rêve de Jacek. De la Pologne aux corons du Nord, avec Valentine Goby et Olivier Tallec, Paris éd. Autrement Jeunesse, 2007.
- Rezonans, de Bogdan Konopka (contribution), Paris, éd. Trézélan, 2007.
- Les Polonais en France de Louis XIV à nos jours, Paris, Editions du Rocher, 2008 (et rééditions).
- Polonia. Des Polonais en France, de 1830 à nos jours (catalogue de l'exposition à la CNHI), Paris, éditions Montag, 2011.
- Polonaises aux champs. Lettres de femmes immigrées dans les campagnes françaises (1930-1935), avec Sylvie Aprile, Maryla Laurent, Elżbieta Łątka et Monika Salmon-Siama, Paris, Editions Le Rocher de Calliope, 2015 (et rééditions).

## Odznaczenia
- Order Narodowy Zasługi
- Order Palm Akademickich
- Odznaka Honorowa „Bene Merito”

Nagroda naukowa nadawana przez Muzeum Historii Emigracji nosi jej imię.